# Médanos Grandes
Médanos Grandes är en sanddyn i Argentina.   Den ligger i provinsen San Juan, i den centrala delen av landet, 900 km väster om huvudstaden Buenos Aires. Médanos Grandes ligger 578 meter över havet.
Terrängen runt Médanos Grandes är huvudsakligen platt. Médanos Grandes ligger nere i en dal. Runt Médanos Grandes är det mycket glesbefolkat, med 4 invånare per kvadratkilometer.. Det finns inga samhällen i närheten.
Omgivningarna runt Médanos Grandes är i huvudsak ett öppet busklandskap.